# あさぎり町立深田小学校
あさぎり町立深田小学校（あさぎりちょうりつ ふかだしょうがっこう）は、熊本県球磨郡あさぎり町深田東にある公立小学校。

## 概要
歴史
1875年（明治8年）に「公立平城小学校」として創立。現校名になったのは2003年（平成15年）。2025年（令和7年）に創立150年を迎えた。
校訓
「かしこく、なかよく、元気よく」
学校教育目標
「夢をはぐくみ、学び続ける学校」
校章
中央に校名の「深田」の文字（縦書き）を配している。
校歌
通学区域
あさぎり町のうち、「古草城、明廿、下里、内山、新、植の里、庄屋、仁王」。中学校区はあさぎり町立あさぎり中学校。

## 沿革
- 1875年（明治8年） 4月 -「公立平城小学校」が創立。
- 1883年（明治16年）- 深田村と木上村で学校組合を組織。
- 1887年（明治20年）- 小学校令施行により、「尋常平城小学校」に改称。
- 1889年（明治22年）4月1日 - 町村制施行により、球磨郡「深田村」が発足。
- 1893年（明治26年）4月 - 深田村と木上村の組合を解消。「深田尋常小学校」（尋常科4年）に改称。
- 1905年（明治38年）4月 - 高等科（2年制）を併置の上、「深田尋常高等小学校」（尋常科4年・高等科2年）に改称。
- 1908年（明治41年）4月 - 改正小学校令により、尋常科（義務教育年限）が4年制から6年制に改められる。従来の高等科1・2年を尋常科5・6年に改めるため、高等科を廃止の上、「須恵尋常小学校」（尋常科6年）に改称。
- 1915年（大正4年）4月 - 高等科（2年制）を併置の上、「深田尋常高等小学校」（尋常科6年・高等科2年）と改称。
- 1934年（昭和9年）- 講堂が完成。
- 1941年（昭和16年）4月1日 - 国民学校令施行により、「球磨郡深田村深田国民学校」と改称。尋常科を初等科に改める。
- 1947年（昭和22年）4月1日 - 学制改革が行われる（六・三制の実施）。
  - 国民学校初等科は、新制小学校「深田村立深田小学校」に改組・改称。
  - 国民学校高等科は青年学校普通科とともに、新制中学校「深田村立深田中学校」に改組・改称。小学校に併設される。
- 2003年（平成15年）4月1日 - 5町村合併に伴い、あさぎり町が発足。これにより、「あさぎり町立深田小学校」（現校名）に改称。
- 2012年（平成24年）4月 - あさぎり町立深田中学校の閉校により、中学校区があさぎり町立あさぎり中学校に変更となる。
- 2026年（令和8年）1月30日 - 創立150周年記念式典を挙行（予定）[2]。

## 交通アクセス
最寄りの幹線道路
- 熊本県道33号人吉水上線
- 熊本県道48号多良木相良線

## 周辺
- 旧あさぎり町立深田中学校跡
- あさぎり町 深田校区公民館せきれい館
- 深田郵便局
- まこと保育園
- 深田阿蘇神社
- 球磨川